# Джованелли, Горди
Гордон Стивен «Горди» Джованелли (англ. Gordon Stephen "Gus" Giovanelli; 11 апреля 1925, Эверетт, Вашингтон — 21 декабря 2022, Эскондидо, Калифорния) — американский гребец, выступавший за сборную США по академической гребле в конце 1940-х годов. Чемпион летних Олимпийских игр в Лондоне, победитель и призёр многих студенческих регат.

## Биография
Горди Джованелли родился 11 апреля 1925 года в городе Эверетт, штат Вашингтон.
Занимался академической греблей во время учёбы в Вашингтонском университете в Сиэтле, состоял в местной гребной команде «Вашингтон Хаскис», неоднократно принимал участие в различных студенческих регатах, в частности выигрывал чемпионат Межуниверситетской гребной ассоциации (IRA). Проходил подготовку под руководством тренера Элвина Албриксона.
Наивысшего успеха в гребле на международном уровне добился в сезоне 1948 года, когда вошёл в основной состав американской национальной сборной и благодаря череде удачных выступлений удостоился права защищать честь страны на летних Олимпийских играх в Лондоне. В составе экипажа-четвёрки с рулевым в финале обошёл всех своих соперников, в том числе на три секунды опередил ближайших преследователей из Швейцарии, и тем самым завоевал золотую олимпийскую медаль. Это единственный раз в истории, когда американской рулевой четвёрке удалось выиграть Олимпийские игры (данная дисциплина входила в программу Игр в период 1900—1992 годов).
После лондонской Олимпиады Джованелли больше не показывал сколько-нибудь значимых результатов в академической гребле на международной арене.